# Puente Transbordador Nicolás Avellaneda

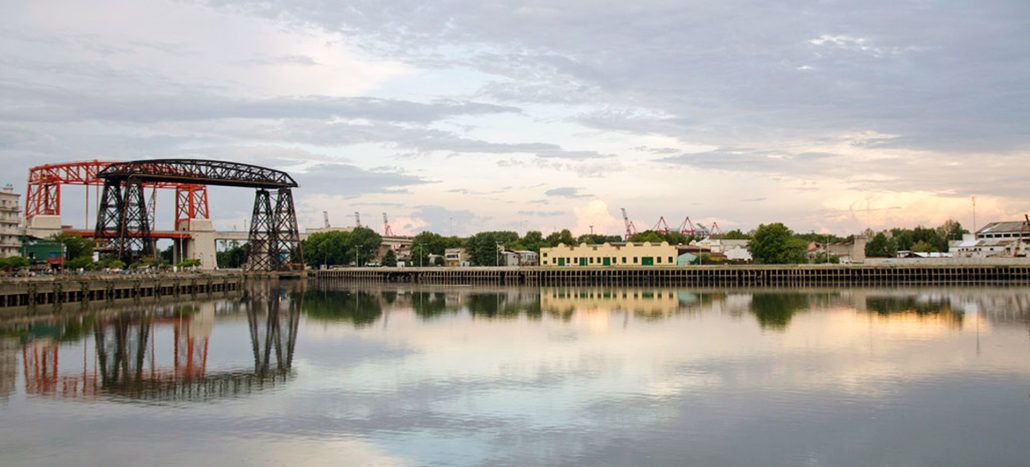
Vista del Riachuelo y el puente transbordador desde Vuelta de Rocha. Fuente: ACUMAR.

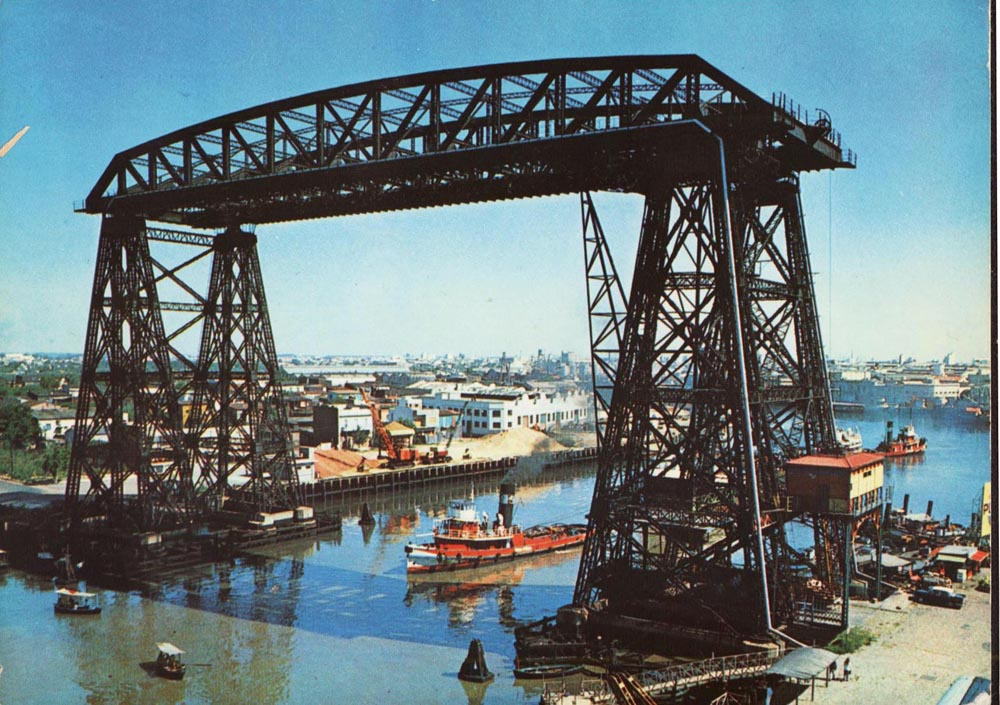
Tarjeta postal, años `50. Fuente: Histarmar.

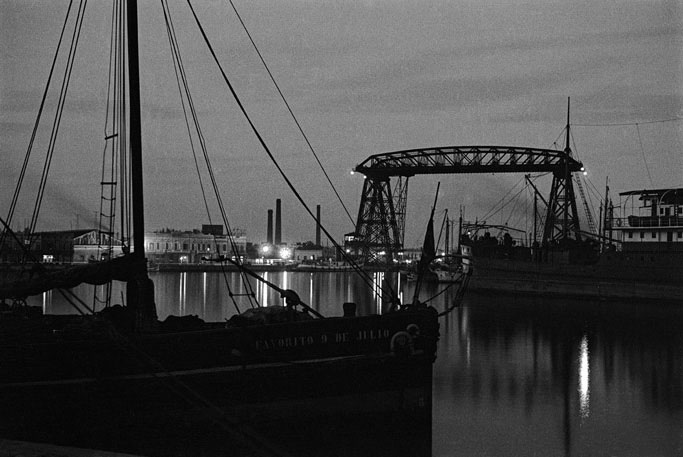
Vista en 1936. Foto: Horacio Coppola.

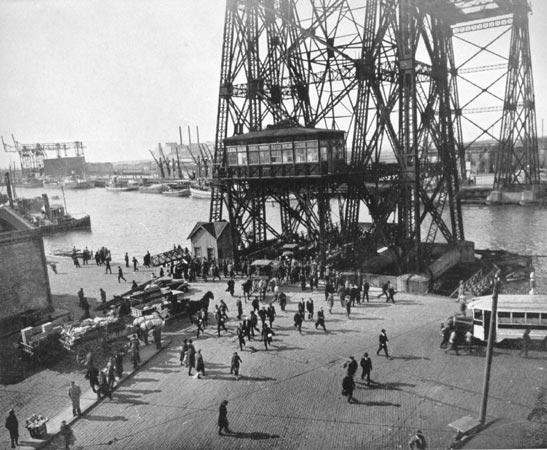
Pasajeros subiendo al transbordador en 1936. Fuente: Histarmar.

El puente transbordador Nicolás Avellaneda es un puente transbordador tendido sobre el Riachuelo entre el barrio de la Boca en la Ciudad de Buenos Aires y la Isla Maciel en la Ciudad de Avellaneda.
Es un Monumento Histórico Nacional y uno de los últimos ocho puentes transbordadores todavía en pie en el mundo, así como el único en el continente americano.
Fue construido por la empresa Ferrocarril del Sud, inaugurado en 1914 y, desde entonces, es considerado un ícono de la Ciudad de Buenos Aires y Avellaneda, protagonista de infinidad de postales, pinturas, películas y fotografías de la ciudad, y señalado como uno de los paisajes más emblemáticos de Buenos Aires junto con el Obelisco.
El puente llegó a transportar hasta 17 000 trabajadores por día, que hacían el cruce entre ambas orillas mediante su barquilla colgante, para ir y venir entre la infinidad de fábricas, astilleros y comercios ubicados en sus alrededores.
En los años '60, con el cierre progresivo del puerto, y la inauguración del nuevo Puente Avellaneda (1940), dejó de funcionar y desde entonces permaneció abandonado.
En 1993 estuvo a punto de ser desguazado y vendido como chatarra por decisión del Gobierno Nacional, pero fue salvado por una campaña iniciada por el arquitecto Carlos Mario Pasqualini, vecino de la Boca, junto a distintas asociaciones vecinales, que lograron evitar el desmantelamiento.
Su mecanismo siguió sin funcionar hasta que en 2013 Vialidad Nacional inició las obras de restauración, en el marco de los trabajos de recuperación ambiental de la Cuenca Matanza Riachuelo llevados adelante por ACUMAR. Las obras fueron terminadas en 2017. 
En 2023 el transbordador volvió a abrir al público con fines turísticos por iniciativa de ACUMAR junto con el Ministerio de Turismo de la Nación, Vialidad Nacional y el Municipio de Avellaneda.

## Historia
La construcción del puente transbordador Avellaneda fue autorizada en 1908 por el Gobierno Nacional, y quedó a cargo del Ferrocarril del Sud (FCS).
La FCS era una de las empresas ferroviarias más grandes del país. Estaba integrada por capitales ingleses con fuertes inversiones en el puerto del Riachuelo, y también participaba en el desarrollo del puerto de Dock Sud, inaugurado pocos años antes muy cerca del puerto del Riachuelo y del transbordador, además de invertir en la red ferroviaria que conectaba a ambos con el interior del país. 

### La modernización del puerto
La construcción del puente transbordador se dio en el marco de una decisión del Estado Nacional de crear un canal industrial en el Riachuelo para ampliar el área portuaria de Buenos Aires.   
El canal iba a ser construido mediante una serie de obras de dragado y canalización a realizarse para modificar su curso natural, conformado por grandes meandros propios de todos los ríos de llanura, para reemplazarlos por un curso rectificado. 
El objetivo era facilitar la navegación por el río de grandes embarcaciones, con el fin de impulsar el aprovechamiento de sus márgenes como un sector de puerto de ultramar, extendiendo la zona de operaciones portuarias más allá de la desembocadura del Riachuelo. (En ese entonces, las embarcaciones del puerto ingresaban por el río pero llegaban solo hasta la altura del Puente Pueyrredón en Barracas). 
La idea del canal contemplaba la construcción de nuevos muelles a lo largo del río, con la idea de promover la expansión de la actividad industrial en este sector del sur de la Ciudad de Buenos Aires y las márgenes de la Provincia. 

### Puentes vs. embarcaciones
El proyecto del canal industrial del Riachuelo había sido sancionado mediante una ley nacional de 1888. Un decreto de 1889 definió que todos los puentes del río ya instalados por las empresas debían dejar de ser fijos, como lo eran algunos puentes ferroviarios instalados por las empresas en el Riachuelo. Estos debían ser retirados y reemplazados por otros puentes dotados con mecanismos móviles para permitir el paso de los barcos; a lo cual se agregó también la construcción de nuevos puentes.
Los puentes eran uno de los conflictos más frecuentes del desarrollo de las áreas industriales y portuarias asociadas a los cursos de agua. En estos espacios era necesario encontrar una manera de conciliar los dos sentidos en los que se organizaba el transporte: en sentido longitudinal, a lo largo del río, a través de embarcaciones, chatas y remolcadores, y en sentido transversal, a pie o en vehículos, para el cruce entre las márgenes de los trabajadores y demás habitantes del área urbana e industrial.
Los puentes fijos instalados desde la antigüedad como una forma de comunicar las orillas de los ríos se volvían un obstáculo en tiempos de crecimiento urbano, como el atravesado por la ciudad de Buenos Aires desde fines del siglo XIX. Era necesario facilitar una cantidad cada vez mayor de cruces de personas y vehículos, y a la vez ampliar la actividad portuaria, dos objetivos que entraban en tensión.
Este fue el contexto en el que el Ferrocarril del Sud accedió finalmente a reemplazar uno de sus puentes ferroviarios instalados a la altura de Barracas en el Riachuelo, y además a construir un nuevo cruce a la altura de la desembocadura del río, que terminó convirtiéndose en el transbordador Avellaneda.

### Un acuerdo entre los Ferrocarriles del Sur y el Estado
Después de largas negociaciones entre la empresa y el Estado por la situación de sus puentes fijos sobre el Riachuelo, iniciadas en 1901, ambas partes llegaron a un acuerdo en 1906. Este acuerdo definía, por un lado, el reemplazo de un puente carretero ubicado a la altura de la Barraca Peña, en el barrio de Barracas, por un nuevo puente ferroviario a báscula, es decir, levadizo —hoy todavía en funcionamiento—. Junto a esta obra, la empresa se comprometía también a construir un nuevo puente levadizo, de tipo carretero, para el cruce de peatones y vehículos, a la altura de la avenida Almirante Brown, entre La Boca e Isla Maciel. 
A cambio de estas obras, el Estado Nacional le otorgaba como beneficio a la empresa el permiso para la construcción de una nueva estación de cargas para el ferrocarril en el predio conocido como Casa Amarilla, en La Boca. 
Pero en 1906, surgieron objeciones al proyecto. El puente carretero propuesto por el Ferrocarril del Sud para la desembocadura implicaba instalar un pilar intermedio en el río, lo cual generaría problemas en un área de movimiento intenso, como lo era el sector de ingreso al puerto. En 1908, un decreto del Gobierno Nacional le permitió a la empresa modificar el proyecto original y reemplazar la propuesta del puente levadizo por otro tipo de puente, realizado mediante un tecnología ya en uso en algunos puertos del mundo: el transbordador impulsado por electricidad. 

## El transbordador: tecnología de avanzada
La FCS adquirió la superestructura metálica del futuro puente transbordador Avellaneda a una empresa inglesa, cuyas partes fueron transportadas en barco hasta el Riachuelo. Las fundaciones de las torres laterales de la estructura (compuestas por ocho cilindros que penetraban 24 m en la arena de las orillas) se construyeron en el país. La estructura emergente de este diseño estaba conformada por dos vigas superiores de enrejado en N, cuyo puente superior a lo largo del río medía 77,5 m. Una plataforma transbordadora, compuesta por un carro móvil suspendido mediante cables desde la parte superior del puente, hacía el traslado de los pasajeros de una orilla a la otra. La altura libre del puente era de 43,52 m sobre el cero del Riachuelo.
La estructura metálica del transbordador había sido proyectada mediante un tipo de cálculo conocido como sistema elástico, para el cuál se había adoptado un coeficiente de seguridad deliberadamente elevado. Esta decisión estaba justificada por la utilización de un hierro de baja resistencia para la construcción del puente, lo cual llevó a que se acentuaran las dimensiones requeridas por cada elemento del transbordador. El resultado de estas decisiones fue el tamaño desproporcionado de la estructura, que se elevaba muy por encima de la altura de todas las construcciones de viviendas y fábricas desplegadas a su alrededor. 
La tecnología del puente transbordador era de avanzada también por incorporar la electrificación a un medio de transporte, precursora de la actual adopción de la electricidad para lograr la transición energética. Su mecanismo contaba con dos motores de 50 HP, donde uno funcionaba de motor principal y el otro de back up. 
La puesta en funcionamiento del transbordador Nicolás Avellaneda, en 1914, fue de gran importancia para la población local ya que hasta entonces los trabajadores del Dock Sud, los obreros de las carboneras y astilleros, la Usina CATE (Compañía Alemana Transatlántica de Electricidad) y del frigorífico ANGLO, cruzaban el Riachuelo por medio de botes. Poco después, el transbordador cruzaba diariamente a cerca de 17 000 personas.

## Salvado, valorado y restaurado

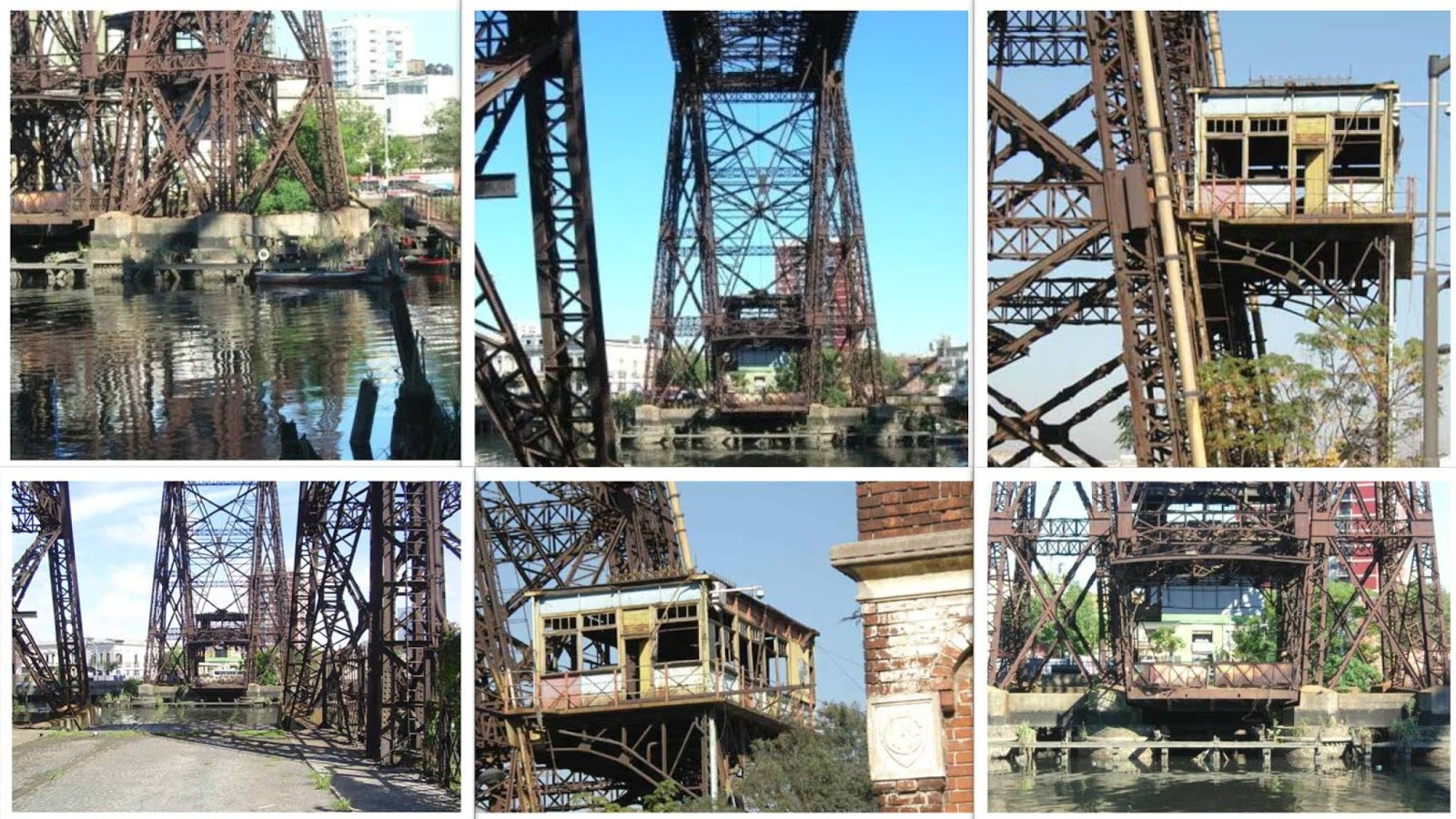
Puente Transbordador Nicolás Avellaneda reducido a chatarra oxidada. Circa 1993. Foto: Carlos Mario Pasqualini. Fuente: Transbordador Nicolás Avellaneda (blog).

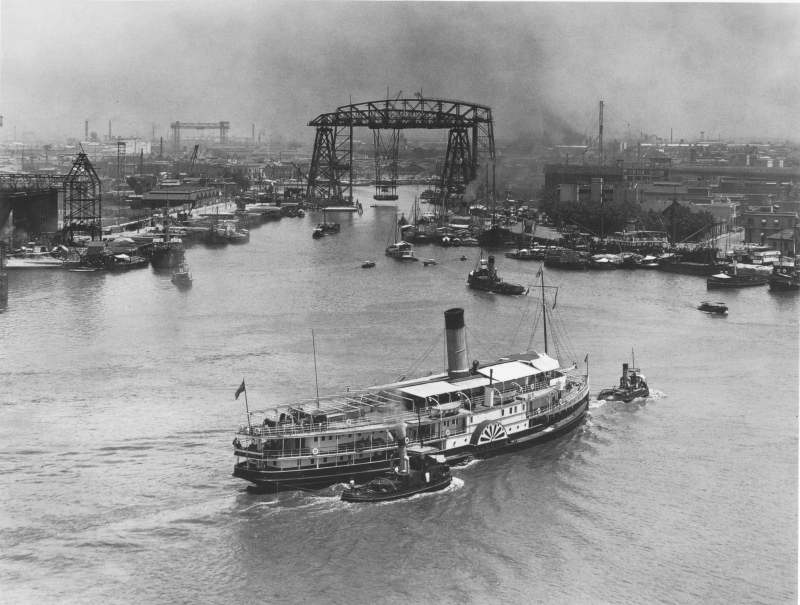
Boca del Riachuelo en 1938. Fuente: Histarmar.

Vista del puente transbordador con su barquilla móvil cruzando el Riachuelo, 1915. Fuente: Muestra Transbordador de La Boca: cien años, un puente, Museo Benito Quinquela Martín.

Hacia 1940 el puente transbordador Avellaneda empezó a realizar cada vez menos a cruces, luego de que ese año se inaugurara un nuevo puente, también llamado Avellaneda, ubicado junto a él, con una nueva construcción en hormigón armado, que permitía un tráfico más fluido.
Desde los años ‘60, el Puente permaneció sin utilizar. Su estructura se deterioró progresivamente, y acompañó el abandono general de la infraestructura portuaria del área, a medida que el puerto del Riachuelo también detuvo progresivamente su actividad, y muchas fábricas y comercios de sus alrededores dejaron de funcionar.
En 1993, un decreto del Gobierno Nacional mandó licitar una serie de puentes del Riachuelo en desuso, para ser convertidos en chatarra. Entre estos, estaba el transbordador, cuyo tonelaje lo convertía en una de las oportunidades comerciales más importantes del proyecto.
El arquitecto Carlos Mario Pasqualini, vecino de la Boca, organizó encuentros en distintas asociaciones vecinales del barrio de La Boca, y con concejales del Concejo Deliberante de la Ciudad de Buenos Aires y autoridades del Departamento de Patrimonio, de la Dirección Nacional de Construcciones Portuarias y Vías Navegables, para informar y concientizar sobre la importancia de evitar el desmantelamiento del transbordador, y preservar su estructura.
Su defensa se trasladó a diversos organismos públicos, organizaciones del barrio y medios de comunicación, donde señaló los valores históricos y sociales del Puente, y su importancia como testimonio de una etapa de la revolución industrial en el país, además de su condición de exponente cultural paradigmático de La Boca y la Ciudad, como protagonista de infinidad de obras fotográficas y pictóricas, entre otras las de Benito Quinquela Martín.
El día 1 de junio de 1995, el Honorable Concejo Deliberante de la Ciudad de Buenos Aires, declaró al puente transbordador Nicolás Avellaneda "Sitio de Interés Cultural", mediante la Ordenanza 49.220, evitándose así su desmantelamiento. En 1999 el Puente fue declarado Monumento Histórico Nacional, a través del Decreto 349 del Poder Ejecutivo Nacional. 
Desde 2011, la protección del patrimonio histórico y cultural de la Cuenca Matanza Riachuelo fue definida por distintas resoluciones del Juzgado a cargo de la Causa Mendoza. 
A través de estas resoluciones se solicitó a ACUMAR tomar medidas para proteger “el patrimonio cultural de la Cuenca Hídrica Matanza-Riachuelo”. Y en particular, identificar y proteger “monumentos, construcciones edilicias de interés cultural o valor histórico, puentes emblemáticos y predios” ubicados en su territorio.
En 2013, Vialidad Nacional, el organismo a cargo de la gestión del puente, inició las obras de restauración, en las cuales se respetaron el diseño y los materiales originales, tanto para la estructura como para la sala de máquinas, que fueron terminadas en 2017.
Los trabajos incluyeron la puesta a punto del mecanismo original, con su bobina donde se enrolla un cable de acero, además del tratamiento de la estructura de hierro mediante el arenado y la aplicación de pintura. El empleo del llamado alpinismo industrial (trabajo en altura) fue fundamental para economizar tiempo y dinero.
Las obras se terminaron en 2017, y ese año se lo reinauguró para volver a unir la Ciudad de Buenos Aires y Avellaneda. En septiembre de 2020, se procedió a la reapertura formal del puente.

## El transbordador: emblema del puerto del Riachuelo
Como dice la historiadora Graciela Silvestri, el puente transbordador Avellaneda se destacó desde un primer momento en el paisaje del área, y fue adoptado como un punto de referencia e interés por los artistas que representaron el lugar. Para Silvestri, esto se debe a las “dimensiones sobrehumanas” de su estructura, que podían ser interpretadas en “clave expresionista” por los pintores y grabadores: el puente ofrecía la oportunidad de crear “deformaciones de perspectiva”, y sus “gruesas patas ancladas junto a pequeñas y precarias construcciones”, daban la imagen de una “especie de monstruo antediluviano surgiendo del Riachuelo”. Un rasgo que también fue destacado por otro tipo de creaciones que adoptaron el área del puerto como escenario, como las novelas de Manuel Gálvez, o diversas películas de cine, desde los años ‘20, ambientadas en el puerto del Riachuelo.
Como dice además Silvestri, también es curioso cómo el transbordador Avellaneda se convirtió en el puente más destacado y emblemático del paisaje portuario e industrial del Riachuelo, una consagración ocurrida a pesar de que su estructura no fue pensada como una intervención con fines estéticos, y respondió, en cambio, a las necesidades técnicas definidas por el funcionamiento del puerto, y la búsqueda de una tecnología que resolviera las necesidades del transporte.    
El puente transbordador y el paisaje del puerto fueron protagonistas, además, de una escuela de pintura formada a su alrededor, surgida en gran parte de las organizaciones de trabajadores italianos del barrio de La Boca, que a lo largo de las primeras décadas del siglo XX dio lugar a la única tradición de pintores asociada a un barrio de la Ciudad de Buenos Aires, al cual se dedicaron a retratar. Los paisajes de Benito Quinquela Martín, repletos de embarcaciones, saturados de colores y poblados por infinidad de trabajadores, son algunas de sus obras más reconocidas; pero también la integran las pinturas de Fortunato Lacámera y José Luis Menghi, entre muchos otros, que también le dedicaron pinturas al puente transbordador.   

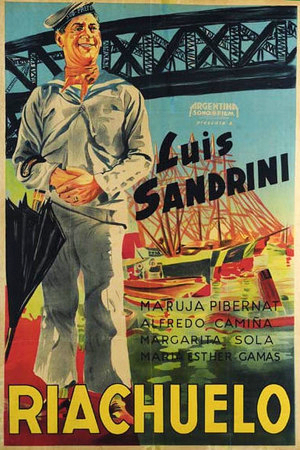
Afiche de la película Riachuelo (1934), de Argentina Sono Film.
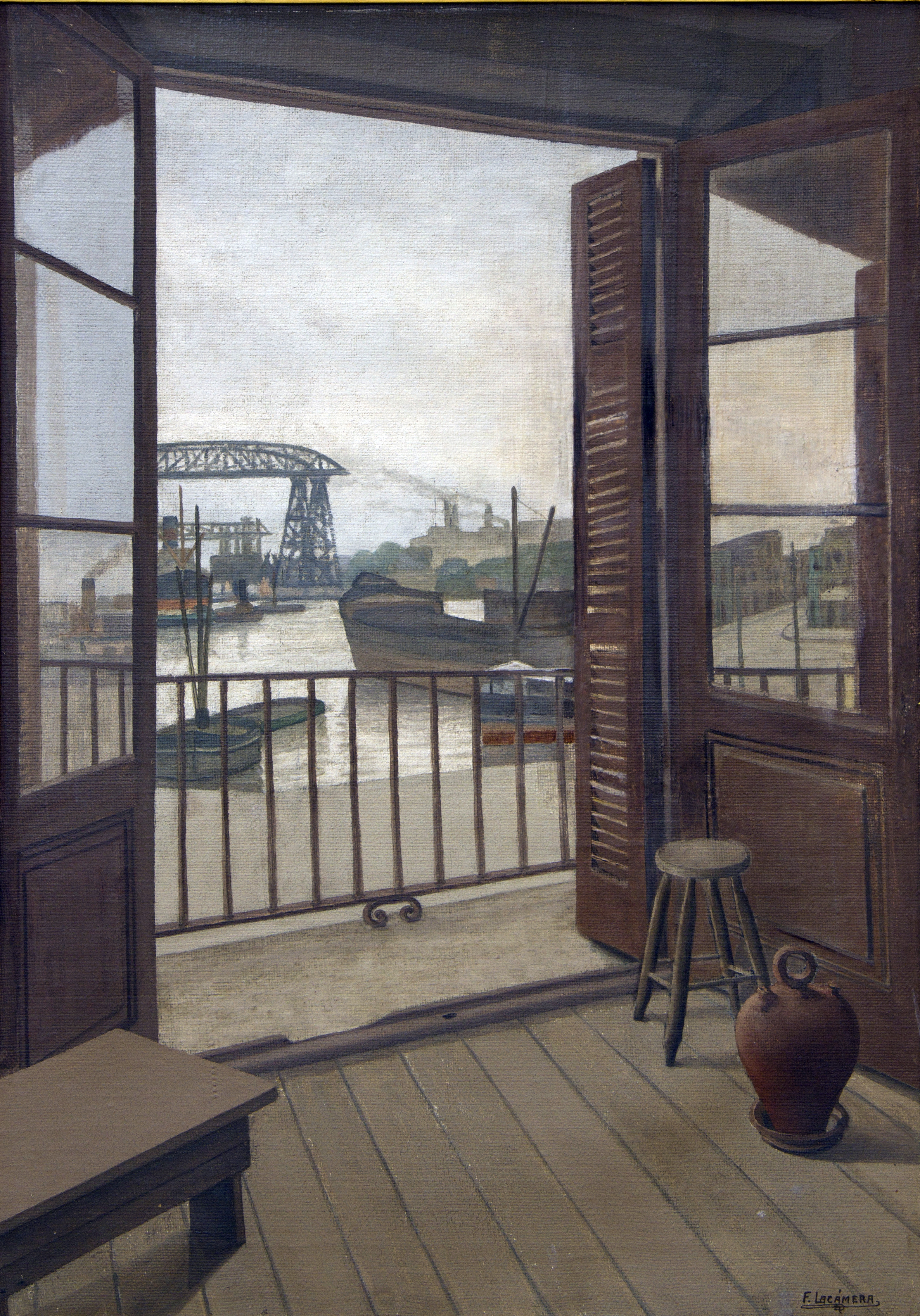
Lacámera, Fortunato - Desde mi Estudio. 1937.
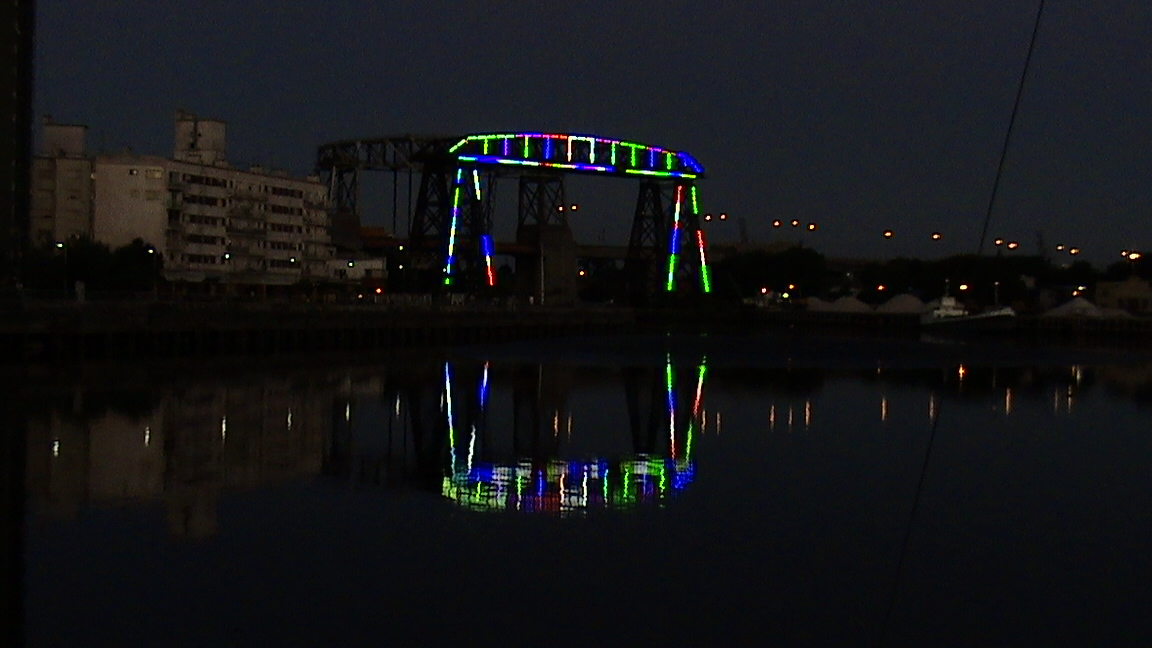
Puente de la Boca, instalación lumínica. Gonzalo Cordova. 2006.
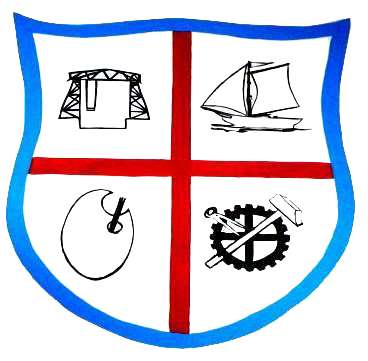
Escudo de la República de la Boca, fundada por vecinos de la Boca hacia 1876.

## Los otros transbordadores del Riachuelo
En los años siguientes a la instalación del transbordador Avellaneda se instalaron otros dos transbordadores en el Riachuelo, el puente Luis Sáenz Peña en 1913, ubicado sobre la calle Garibaldi, y el General Urquiza o puente Patricios en 1915, a la altura de la avenida Patricios. Eran también transbordadores con construcciones en hierro y tecnología similares a las del puente Avellaneda, aunque de menor envergadura debido a la elección de un acero especial que permitía levantar puentes más esbeltos y livianos. Como el Avellaneda, estos puentes también fueron construidos por la iniciativa privada, y estaban directamente relacionados con los frigoríficos la Blanca y la Negra, respectivamente, ubicados del lado de Avellaneda.

## Los otros puentes transbordadores del mundo
Llegaron a contarse 21 puentes transbordadores alrededor del mundo. En la actualidad, sólo quedan siete en funcionamiento de los ocho que aún se conservan.